# Sakanoue

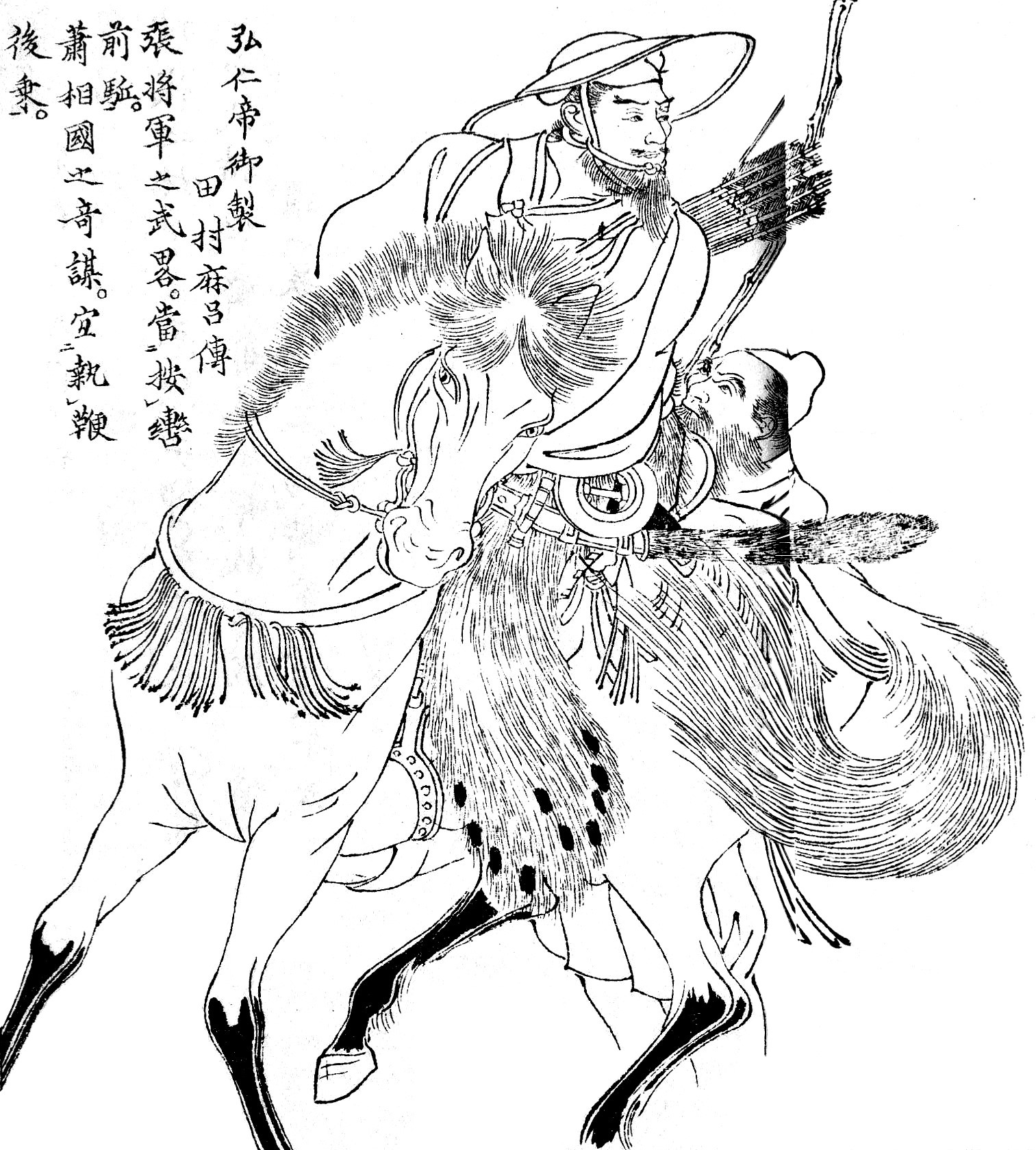
Sakanoue no Tamuramaro, Zeichnung von Kikuchi Yōsai

Die Sakanoue (japanisch 坂上氏, Sakanoue-shi) waren eine alte Familie des japanischen Schwertadels (Buke), die sich von Achi no Omi ableitete.

## Genealogie (Auswahl)
- Inukai (犬養; 682–765)
- Karitamaro (苅田麿; 728–786), Sohn des Inukai, half im Jahr 764 die Revolte des Fujiwara no Nakamaro[A 1] zu unterdrücken. Er wurde später Chinjufu-Shōgun.[A 2]
- Tamuramaro (田村麿; 758–811) war der Sohn des Karitamaro. Nachdem er Ōtomo no Otomaro (大伴 弟麻呂 oder 大伴 乙麻呂; 731–809) dabei unterstützt hatte, das Vordringen der Ebisu zu verhindern, bekam er im Jahr 801 den Auftrag, einen Feldzug gegen sie zu kommandieren. Er erhielt den eigens dafür geschaffenen Titel „Sei-i-taishōgun“ (征夷大将軍), schlug die Ebisu vollständig und baute als Schutz gegen ein wiederholtes Eindringen die Burg Izawa (膽澤城, heute meist mit 胆沢城 wiedergegeben) in der Provinz Mutsu. Tamuramaro wurde in Kurisu in der Nähe von Kyōto begraben und man nimmt an, dass das Grab, das unter dem Namen Shōgun-zuka (将軍塚) bekannt ist, das seine ist. Er ist der Gründer des bekannten Kiyomizu-Tempels in Kyōto und der Vorfahre der Tamura-Daimyō in Mutsu.